# Eleições de Timor-Leste
As eleições de Timor-Leste dividem-se em vários tipos:
- Eleições presidenciais - Ocorrem de cinco em cinco anos. Os eleitores elegem o Presidente da República Democrática de Timor-Leste[1].
- Eleições parlamentares - Ocorrem de cinco em cinco anos. Os eleitores elegem os 65 representantes para o Parlamento Nacional de Timor-Leste[2].
- Eleições dos Sucos - Ocorrem de seis em seis anos. Os eleitores escolhem os Chefes de Suco e os membros dos Conselhos de Suco [3].

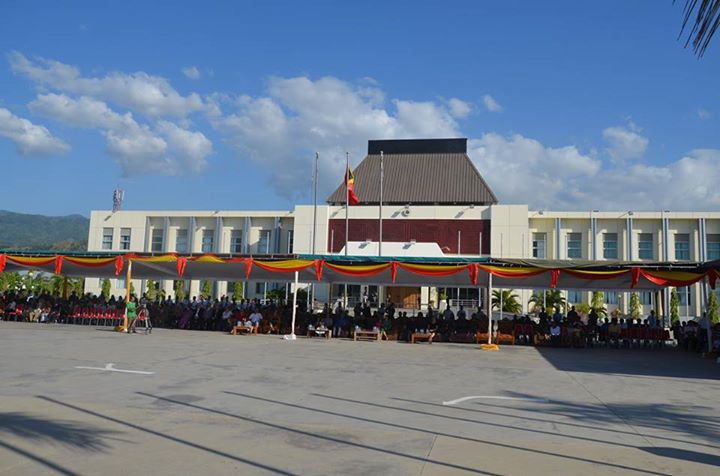
Palácio Presidencial Nicolau Lobato
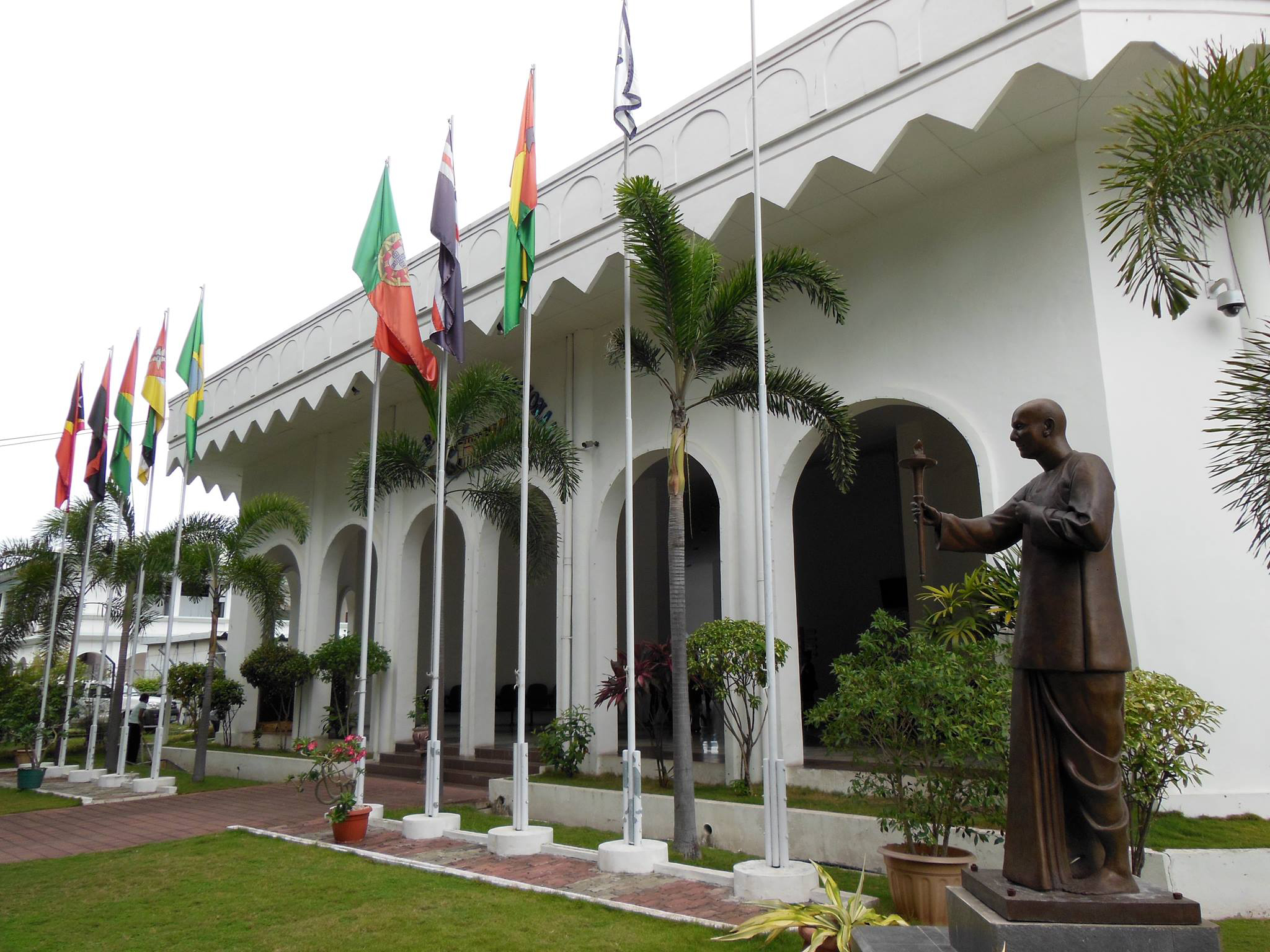
Parlamento Nacional de Timor-Leste
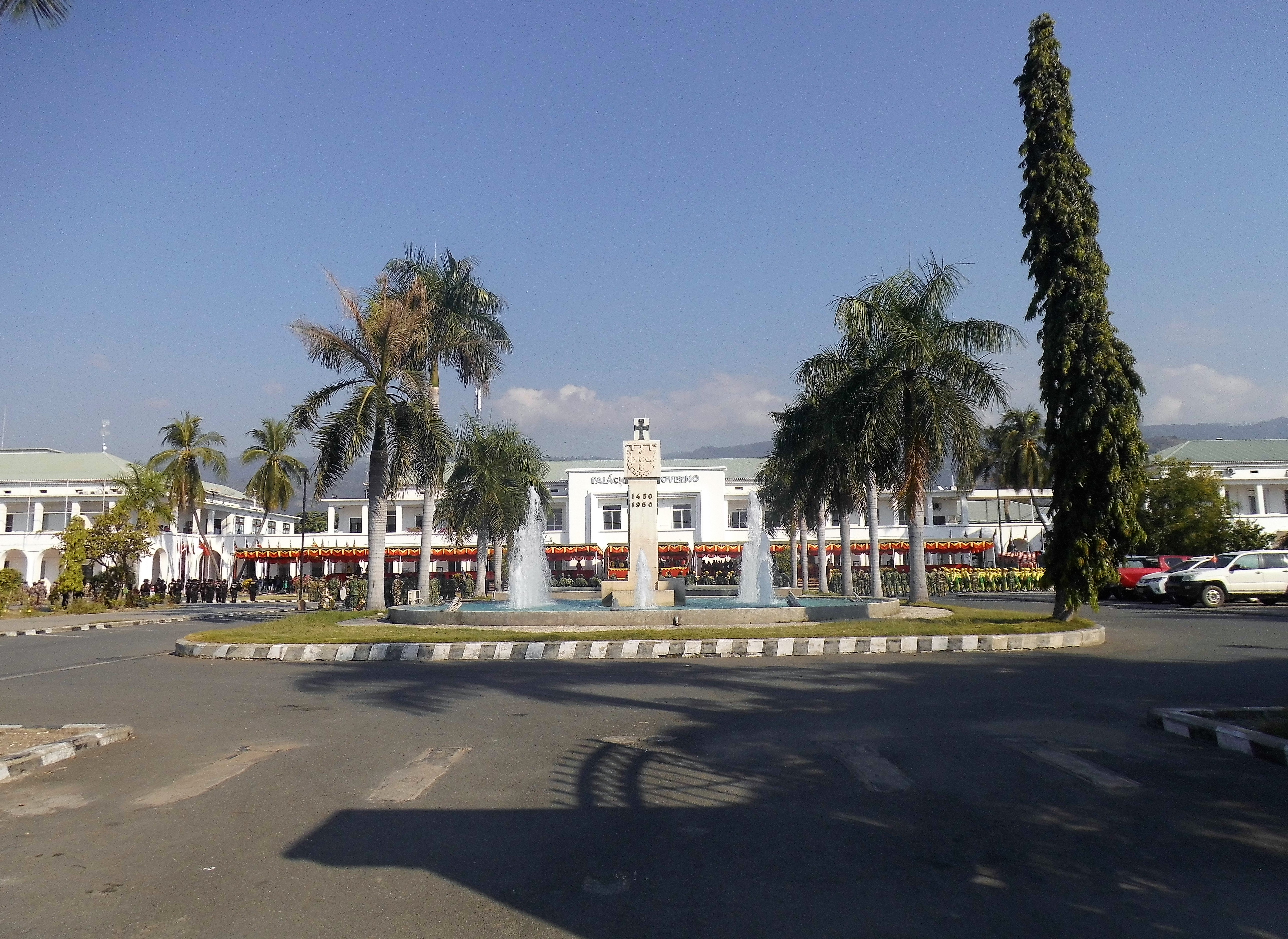
Palácio do Governo de Timor-Leste